# Hanok
Hanok (trong thời cận đại gọi là Hàn Ốc) là một kiểu kiến trúc ngôi nhà truyền thống của người Triều Tiên và người Hàn Quốc ảnh hưởng kết hợp giữa Triều Tiên và Nhật Bản, đều được thiết kế, sử dụng cho cả quý tộc cũng như nông dân. Ngày nay, Hanok được dùng để sáng tạo kiến trúc, làm nhà nghỉ, chùa, quán ăn,...

## Kiến trúc
Ngôi nhà này được thiết kế theo dạng kiến trúc phù hợp với địa hình và lũ, cùng với sự ảnh hưởng bởi theo tư tưởng Nho học, Hanok đã được nhiều người dân Triều Tiên và Hàn Quốc cũng rất ưa chuộng và được hình thành cho đến ngày nay, ngoài ra ngôi nhà được xây dựng trên nền đất rất thân thiện với môi trường và khí hậu mang nét đặc trưng bốn mùa Xuân - Hạ - Thu - Đông.
Hiện tại trên thế giới đã công nhận ngôi nhà này là một quần thể kiến trúc hình mẫu và nhiều kiến trúc sư trên thế giới đánh giá cao về ngôi nhà phù hợp với từng điều kiện, có thể nói dựa vào các khâu thiết kế của ngôi nhà này cũng sẽ làm nên những ngôi nhà có khả năng chịu được lũ và cơn địa chấn bất ngờ xảy ra.

## Vật liệu
Các nguyên liệu chủ yếu của ngôi nhà này là gỗ, kết hợp với đất, đá và vật liệu tự nhiên, có thể tái chế và không gây ô nhiễm. Hanok có mái nhà riêng lát gạch (Giwa), dầm bằng gỗ và đá xây dựng khối. Cheoma là cạnh mái nhà cong Hanok. Độ dài của các Cheoma có thể được điều chỉnh để kiểm soát lượng ánh sáng mặt trời vào nhà. Hanji (giấy truyền thống Hàn Quốc) được bôi trơn với dầu đậu làm cho nó không thấm nước và đánh bóng. Cửa sổ và cửa ra vào được làm bằng Hanji là đẹp và thoáng khí.

## Tùy theo khu vực
Các hình dạng của Hanok có sự khác nhau tuỳ từng khu vực. Do thời tiết ấm hơn ở miền nam, người Hàn Quốc xây Hanok thành một đường thẳng như số 1. Để gió lưu thông tốt, nhà ở đây có khu vực sinh hoạt lát sàn gỗ thoáng đãng và có nhiều cửa sổ. Hanok ở miền trung có hình dạng phổ biến nhất là chữ "L" hoặc chữ Hàn Quốc "ㄱ", một loại kiến trúc kết hợp giữa miền bắc và miền nam. Hanok ở khu vực miền bắc lạnh có dạng hình hộp giống chữ Hàn Quốc "ㅁ" để kín gió hơn. Nhà ở đây không có các khu vực sàn gỗ để mở, nhưng tất cả các phòng đều được nối lại với nhau.

## Hình dạng theo tầng lớp xã hội
Cấu trúc của Hanok cũng được phân loại theo tầng lớp xã hội. Điển hình những ngôi nhà của tầng lớp lưỡng ban (tầng lớp trên), trung nhân (tầng lớp giữa) và dân thường thành thị có giwa (mái nhà lát gạch) không chỉ thể hiện chức năng của ngôi nhà, mà còn có giá trị nghệ thuật tuyệt vời. Mặt khác, các ngôi nhà của dân thường tỉnh lẻ (cũng như một số lưỡng ban nghèo khó) có choga (mái nhà bằng rơm) chỉ hướng đến chức năng để ở.

## Khu phố Hanok
Ngày nay những ngôi nhà Hanok được xây dựng trên một vùng đất ở khu vực Samcheong-dong nơi có nhiều dinh thự được thiết kế theo kiểu Hanok, từ những thời phong kiến cho đến nay, khu phố này được xem là cái nôi của kiến trúc Hàn ngày xưa kết hợp với nhịp sống đô thị ngày nay, từ cuối thế kỷ 20, chính phủ Hàn Quốc đã quyết định quy hoạch lại khu phố này và xem khu phố này là một trong những cửa ngõ quan trọng của kiến trúc tại Hàn Quốc
Khu phố này còn là một điểm du lịch rất thú vị và du khách từ trong nước đến nước ngoài có dịp chiêm ngưỡng những ngôi nhà trù phú và không hề thua kém bởi các kiến trúc Á Đông và châu Âu khác.

## Một số hình ảnh

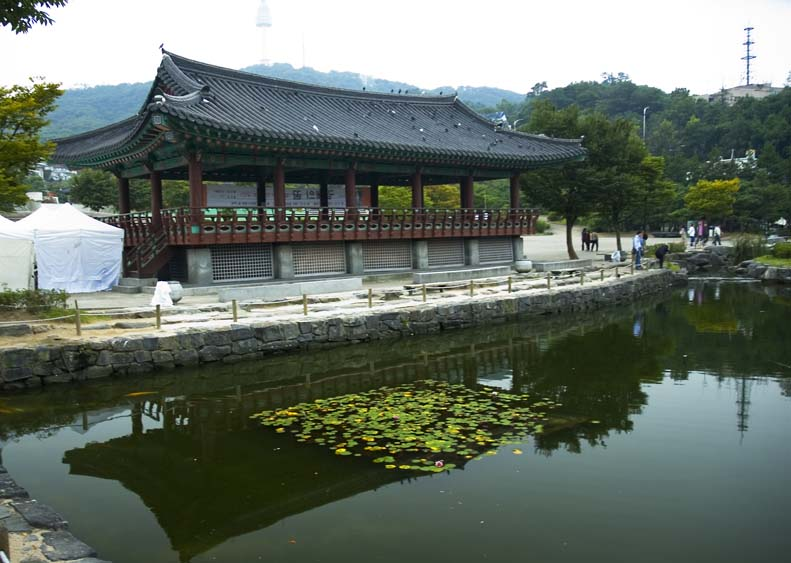
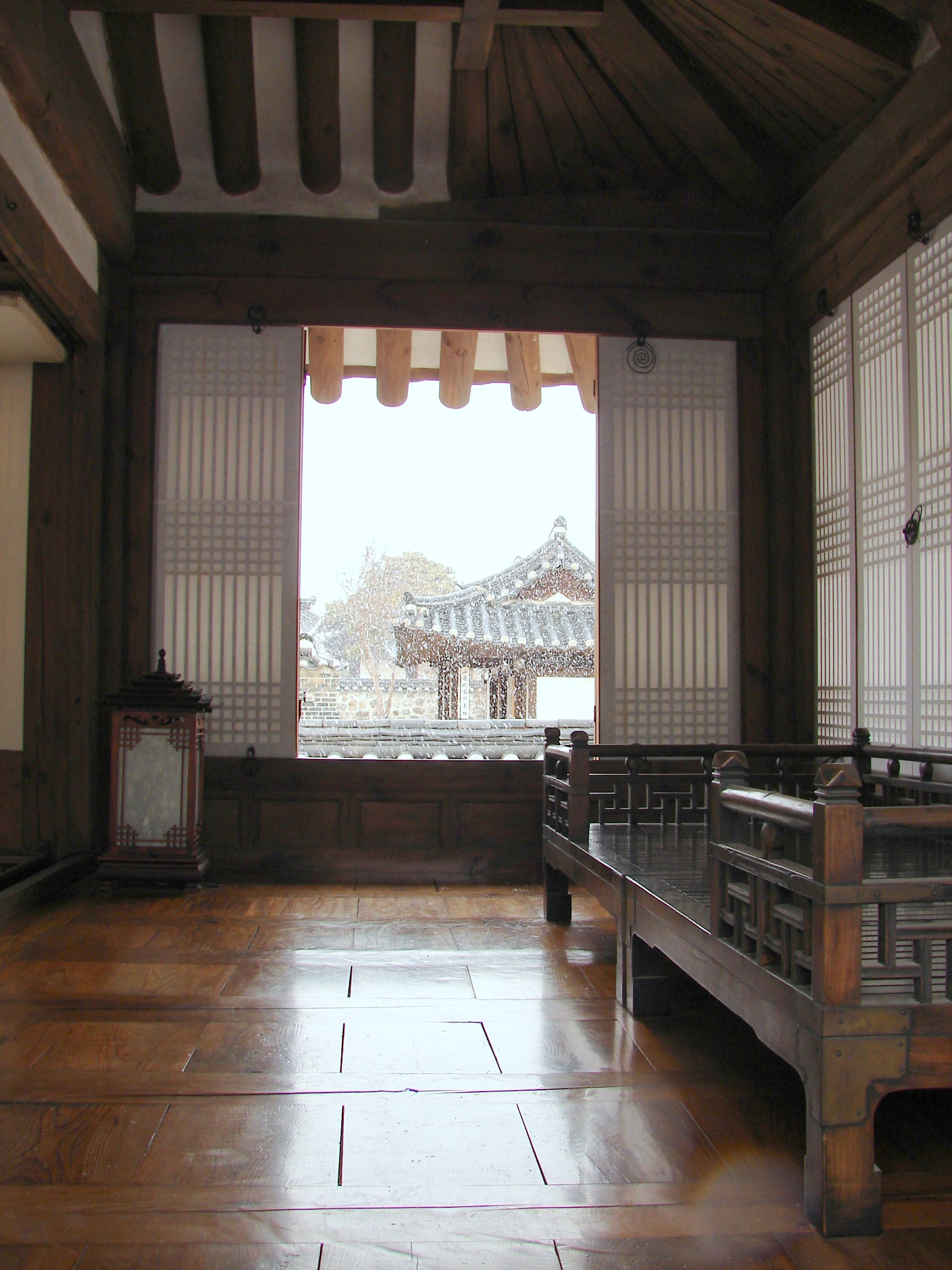
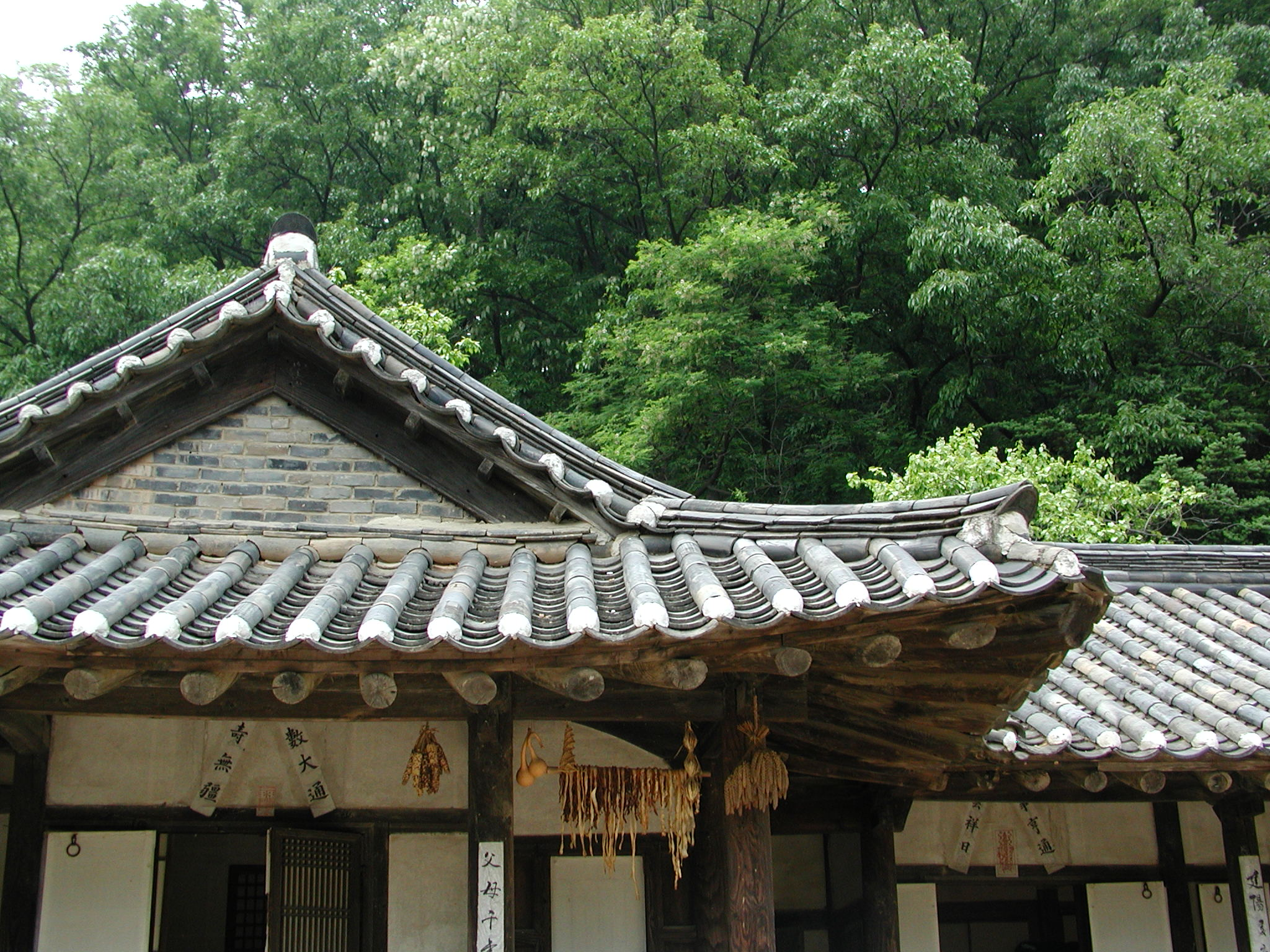
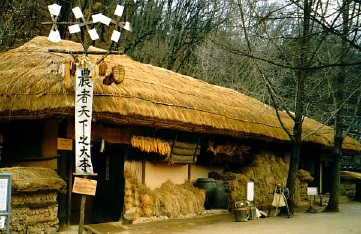
Chogajip (초가집)
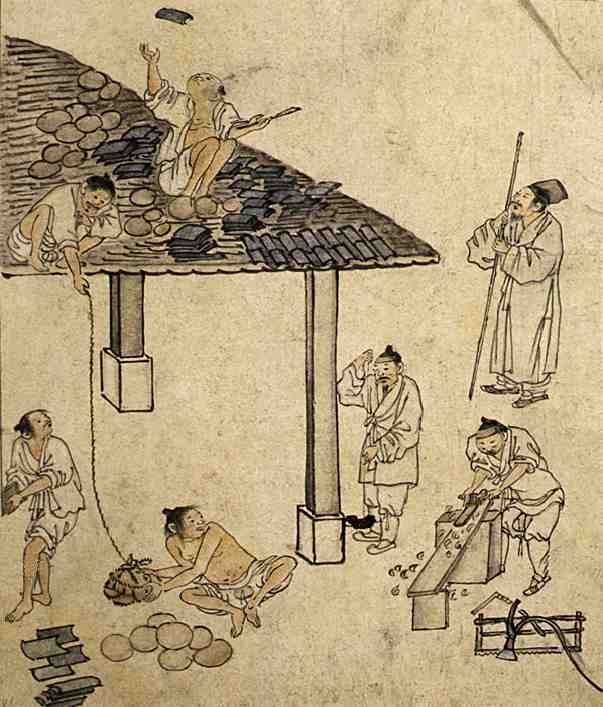
Giwa (기와) drawn by Danwon